# Mormia furva
Mormia furva és una espècie d'insecte dípter pertanyent a la família dels psicòdids que es troba a Europa: la Gran Bretanya, Bèlgica, Alemanya (com ara, Saxònia) i Eslovènia.